# Sigilium
Sigilium je symbol vytvořený pro určitý magický účel. Sigilium má nejčastěji grafickou podobu, ale k tvorbě sigilií lze využívat i různá další média.

## Sigilizace
Sigilizace je proces tvorby sigilia.